# Cosmopolitismo en la literatura
Desde 1920 hasta 1945 el criollismo había dominado en la literatura hispanoamericana, pero después de la Segunda Guerra Mundial el Cosmopolitismo lo desplazó en casi todos los países; esta corriente sigue existiendo en la actualidad.
Los autores cosmopolitas se enfocan en la estética, la psicología y la filosofía, inclusive cuando trataban temas del criollismo. Los cosmopolitas se preocupan más en la fantasía, en el individuo y en la vida humana.
En esta corriente se integran además otras “escuelas” con características más definidas: surrealismo, cubismo, realismo mágico y la escuela filosófica del existencialismo.
La capital del cosmopolitismo se le atribuye a Buenos Aires, Argentina, gracias a Jorge Luis Borges el cual es considerado el máximo expositor. 
Otros autores reconocidos de esta corriente son: Juan Rulfo y Juan José Arreola de México, Arturo Uslar Pietri de Venezuela, María Luisa Bombal de Chile, Ramón Ferreira de Cuba, entre otros.

## Características del autor cosmopolita
La raíz griega kosmoimplicaba al principio una idea de orden, organización y hasta se podría decir que armonía. Estos términos no necesariamente encajan con sus actuales derivados “cosmópolis”, “cosmopolitismo” o “cosmopolita”.  Por ejemplo, hoy en día por “cosmopolita” se usa para aquel que se considera ciudadano del mundo. 
Tomando en cuenta lo anterior: 
- Los autores cosmopolitas ven el mundo como un gran país.
- Viven en grandes centros metropolitanos.
- Han viajado y conocen muchos lugares.
- Ser atractivo y honesto
- Están al tanto de todos los movimientos literarios.[2]

## Características del cosmopolitismo
El cosmopolitismo literario se puede definir de la siguiente manera:
1. Abierto a las culturas y costumbres de otros países, familiarizándose.
2. Conocimiento profundo de las literaturas de todos los países.
3. Diversas influencias de distintas literaturas en la cultura y en el estilo del escritor.
4. Apasionamiento por temas literarios universales.[3]

Aunque los temas son muy variados, se pueden observar ciertas particularidades de esta corriente que se encuentran en la mayoría de los escritos:
- Le da mucha importancia al ser humano.
- La naturaleza vence al hombre.
- Se da en grandes ciudades.
- Especial interés en la individualidad.
- Todos tienen los mismos problemas existenciales.
- El personaje principal es el autor mismo.

## Escuelas del cosmopolitismo

### Surrealismo
Basados en los trabajos  de Freud  y otros psicólogos, el surrealismo proclama que la realidad tiene un carácter dualístico, exterior e interior, y trata de captar los dos a la vez
- Características generales
  - Los personajes tienen sueños y alucinaciones, se vuelven reales.
  - Combinación de la realidad externa, lo tangible y la realidad interna que es el subconsciente, lo ridículo y los sueños.
  - Trata de captar el mundo real y la fantasía al mismo tiempo.
  - El tema que más se presenta es: la frustración sexual (influencia de Freud)
  - Las mujeres empiezan a jugar un papel importante como escritores.

Su periodo auge se da desde el fin de la Segunda Guerra Mundial hasta el comienzo de la Guerra Fría. 
- Las novelas que se crearon en esta época fueron:
  - Al filo del agua (1947) de Agustín Yáñez
  - Puerto Limón (1950) de Joaquín Gutiérrez
  - La ruta de su evasión (1949) de Yolanda Oreamuno[1]

### Cubismo
Al cubismo no se le reconoce su influencia en la literatura como lo hizo en la pintura. De esta corriente se desprende la técnica de  presentar la realidad desde diversos ángulos o puntos de vista.
- Características generales
  - Las obras están planteadas con la exactitud matemática de un arquitecto.
  - El tiempo se detiene y cuenta la historia.
  - Distorsión de la realidad.
  - Espacialidad de las palabras.
- Títulos de esta escuela:
  - El señor Presidente (1946) de Miguel Ángel Asturias inspirada en parte por la novela cubista Tirano Banderas (1926) de Valle Inclán
  - "La boina roja (1954)" de Rogelio Sinán (combinada con técnicas surrealistas)[1]

### Realismo mágico
El realismo mágico  consiste en la presentación, objetiva, estética y precisa de la realidad cotidiana con algún elemento inesperado o improblabe cuyo conjunto deja al lector desconcertado, aturdido, maravillado.
El término realismo mágico fue inventado en 1925 por el crítico de arte alemán Franz Roh (1890-1965). Es una tendencia artística a nivel mundial, al igual que el barroco, el romanticismo y el surrealismo.
- Características generales:
  - No tiene nada que ver con lo fantástico, ya que no crea mundos imaginarios.
  - Habla de la vida cotidiana pero la combina con algo insólito que traumatiza o quebranta a su personaje.
  - La realidad adquiere características de lo mágico y viceversa.
  - La magia proviene de la religión, las costumbres, etc.[5]
- Títulos de esta escuela:
  - La lluvia (1935) de Arturo Uslar Pietri
  - El guardagujas (1952) de Juan José Arreola
  - Cien años de soledad (1967) de Gabriel García Márquez

### Existencialismo
A diferencia de las otras tres escuelas que encontraron su influencia en la pintura primordialmente, el existencialismo se deriva de la filosofía. Los autores enfocados a esta escuela en particular presenta al hombre moderno de una forma angustiosa, en la que se siente solo e inútil frente a un mundo mecanizado a punto de destruirse
- Característica generales:
  - Valores tradicionales (amor, fe, etc.) no existen.
  - Personajes: no hacen más que existir, nada tiene importancia.
  - Muestran escenas de la vida urbana, generalmente tiene como escenario una cantina.
  - Premisa: El hombre nace solo, vive solo y muere solo.
  - No siempre hay desenlaces dramáticos.
- Títulos de esta escuela:
  - La ciudad junto al río inmóvil (1937) de Eduardo Mallea (de los primeros en escribir en esta escuela)
  - Un sueño realizado y otros cuentos (1951) de Juan Carlos Onetti
  - Trueno entre las hojas (1953) de Augusto Roa Bastos